# Elimination Chamber (2018)
Elimination Chamber (2018) (znane w Niemczech jako No Escape (2018)) – gala wrestlingu wyprodukowana przez federację WWE dla zawodników brandu Raw. Odbyła się 25 lutego 2018 w T-Mobile Arenie w Paradise w stanie Nevada. Emisja była przeprowadzana na żywo za pośrednictwem WWE Network oraz w systemie pay-per-view. Była to ósma gala w chronologii cyklu WWE Elimination Chamber, a także ostatnia organizowana oddzielnie dla brandu Raw. Podczas gali odbył się pierwszy siedmioosobowy Elimination Chamber match, pierwszy żeński Elimination Chamber match, jak również po raz pierwszy od 2016 nie wystąpili zawodnicy dywizji cruiserweight.
Podczas gali odbyło się sześć walk, w tym jedna podczas pre-show. W walce wieczoru Roman Reigns pokonał Brauna Strowmana, Eliasa, Finna Bálora, Setha Rollinsa i The Miza uzyskując miano pretendenta do tytułu WWE Universal Championship na WrestleManii 34. Ponadto Alexa Bliss obroniła WWE Raw Women’s Championship wygrywając żeński Elimination Chamber match, zaś Asuka pokonała Nię Jax i podtrzymała nieprzerwane pasmo zwycięstw. Podczas gali Ronda Rousey podpisała kontrakt na występy w WWE w brandzie Raw, a także skonfrontowała się z dyrektorem generalnym WWE Triple H'em i komisarz brandu Raw Stephanie McMahon.

## Produkcja
Elimination Chamber oferowało walki profesjonalnego wrestlingu z udziałem wrestlerów należących do brandu Raw. Oskryptowane rywalizacje (storyline’y) kreowane są podczas cotygodniowych gal Raw. Wrestlerzy są przedstawieni jako heele (negatywni, źli zawodnicy i najczęściej wrogowie publiki) i face’owie (pozytywni, dobrzy i najczęściej ulubieńcy publiki), którzy rywalizują pomiędzy sobą w seriach walk mających budować napięcie. Kulminacją rywalizacji jest walka wrestlerska lub ich seria.

### Rywalizacje
Podczas gali Royal Rumble, męski Royal Rumble match wygrał Shinsuke Nakamura, który pozostawszy członkiem brandu SmackDown postanowił zawalczyć z posiadaczem WWE Championship AJ Stylesem na WrestleManii 34. Z tego powodu, posiadacz WWE Universal Championship Brock Lesnar pozostał bez przeciwnika. Generalny menadżer brandu Raw Kurt Angle ogłosił Elimination Chamber match mający wyłonić pretendenta do tytułu Lesnara na WrestleManii. Podczas odcinka tygodniówki Raw z 29 stycznia odbyły się trzy walki kwalifikacyjne, w których Braun Strowman pokonał Kane'a w Last Man Standing matchu, Elias pokonał „Woken” Matta Hardy'ego, zaś wolny agent John Cena pokonał Finna Bálora. Tydzień później Elias pokonał Cenę i Strowmana, dzięki czemu uzyskał możliwość wejścia do Elimination Chamber matchu jako ostatni. Ponadto Roman Reigns i WWE Intercontinental Champion The Miz pokonali kolejno Braya Wyatta i Apollo Crewsa. 12 lutego podczas odcinka Raw, Cena pokonał The Miza, przez co przegrany został zmuszony do rozpoczęcia Elimination Chamber matchu jako pierwszy. Kilkanaście minut później odbyła się pięcioosobowa walka o ostatnie miejsce w walce, podczas której Seth Rollins i Finn Bálor wspólnie przypięli Braya Wyatta. Angle zadecydował, że obaj wezmą udział w Elimination Chamber matchu, który stał się pierwszym w historii siedmioosobowym starciem. 19 lutego zorganizowano gauntlet match, który rozpoczęli Roman Reigns i Seth Rollins. Rollins zdołał przypiąć Reignsa, a także jego kolejnego przeciwnika, Johna Cenę. Elias przypiął Rollinsa, jednakże ten został przypięty przez Bálora. Kolejnym uczestnikiem starcia był The Miz, który przypiął Bálora, zaś całe starcie wygrał Strowman przypinający Miza. Była to najdłuższa walka w historii WWE i trwała niemalże dwie godziny.
29 stycznia podczas odcinka tygodniówki Raw, komisarz Stephanie McMahon przekonała zwyciężczynię inauguracyjnego żeńskiego Royal Rumble matchu, Asukę, aby przeczekała z wyborem walki z mistrzynią kobiet Raw lub SmackDown do czasu organizacji gali Elimination Chamber. McMahon ogłosiła pierwszy w historii żeński Elimination Chamber match, w którym posiadaczka WWE Raw Women’s Championship musiała bronić mistrzostwa. Tydzień później generalny menadżer Kurt Angle ogłosił, że kolejnymi uczestniczkami walki będą Bayley, Mandy Rose, Mickie James, Sasha Banks i Sonya Deville. 12 lutego Bayley pokonała Banks, zaś Rose i Deville pokonały Bliss i James. Tydzień później Bayley, Banks i James pokonały Bliss, Rose i Deville.
15 stycznia podczas odcinka Raw, Asuka pokonała Nię Jax, gdzie sędzia przerwał pojedynek z powodu dalszej niemożności do walki. Obie zawodniczki wzięły udział w pierwszym żeńskim Royal Rumble matchu, który wygrała Asuka. 5 lutego podczas odcinka Raw, generalny menadżer Kurt Angle ogłosił, że Jax zawalczy z Asuką podczas gali Elimination Chamber z dodatkową stypulacją, że jeśli Jax zdoła pokonać Asukę, zostanie ona dodana do walki mistrzowskiej Asuki na WrestleManii. 12 lutego Jax zaatakowała Bayley i Sashę Banks, po czym skierowała wypowiedź do fanów, że to ona zakończy nieprzerwane pasmo zwycięstw Asuki. W kolejnym tygodniu Jax zaatakowała Asukę podczas jej wywiadu z Renee Young.
Po zwycięstwie Asuki w Royal Rumble matchu, na arenie zjawiła się była zawodniczka UFC Ronda Rousey, która weszła do ringu i ku boku Asuki, posiadaczek WWE Raw Women’s Championship Alexy Bliss i WWE SmackDown Women’s Championship Charlotte Flair wskazała logo WrestleManii 34. Wystąpienie Rousey potwierdziło, że podpisała pełnowymiarowy kontrakt z WWE. 12 lutego na Raw ogłoszono, że Rousey podpisze kontrakt na występy w brandzie Raw podczas gali Elimination Chamber.
Po przegranej rywalizacji z Eliasem, 27 listopada Matt Hardy został pokonany przez Braya Wyatta. Po walce Hardy usiadł w rogu ringu i wymachując ręką zaczął kilkukrotnie krzyczeć wyraz „delete”. Był to początek przemiany charakteru Hardy'ego, który zaczął występować jako „Woken” Matt Hardy (w latach 2016-2017 występował jako „Broken” Matt Hardy w federacji Total Nonstop Action Wrestling). Przez kolejne dwa miesiące Wyatt i Hardy występowali we wcześniej nagrywanych promach, w których obiecywali zniszczenie siebie nawzajem. Duo zmierzyło się ze sobą 22 stycznia podczas Raw 25, gdzie Wyatt ponownie pokonał Hardy'ego. W trakcie męskiego Royal Rumble matchu obaj wspólnie wyeliminowali się z walki. 19 lutego ogłoszono, że ich kolejna walka odbędzie się podczas gali Elimination Chamber.
W styczniu, Titus Worldwide (Apollo i Titus O'Neil) odnieśli dwa zwycięstwa pokonując Cesaro i Sheamusa, którzy podczas gali Royal Rumble zdobyli WWE Raw Tag Team Championship od Jasona Jordana i Setha Rollinsa. Titus Worldwide zawalczyło z nowymi mistrzami dzień po gali Royal Rumble, jednakże przegrali pojedynek. 19 lutego podczas odcinka Raw, Apollo i O'Neil pokonali Cesaro i Sheamusa w non-title matchu. Z tego powodu duo wyzwało Cesaro i Sheamusa do walki na gali Elimination Chamber; pojedynek drużynowy został zatwierdzony 23 lutego.
23 lutego ogłoszono, że Luke Gallows i Karl Anderson zmierzą się z The Miztourage (Bo Dallasem i Curtisem Axelem) podczas pre-show gali Elimination Chamber.

## Wyniki walk
| Nr                                                                   | Wyniki                                                                                             | Stypulacje                                                                                           | Czas  |
| -------------------------------------------------------------------- | -------------------------------------------------------------------------------------------------- | --- | ----- |
| 1P                                                                   | Luke Gallows i Karl Anderson pokonali The Miztourage (Bo Dallasa i Curtisa Axela)                  | Tag Team match                                                                                       | 8:50  |
| 2                                                                    | Alexa Bliss (c) pokonała Bayley, Mandy Rose, Mickie James, Sashę Banks i Sonyę Deville             | Elimination Chamber match o WWE Raw Women’s Championship                                             | 29:35 |
| 3                                                                    | Cesaro i Sheamus (c) pokonali Titus Worldwide (Apollo i Titusa O'Neila) (z Daną Brooke)            | Tag Team match o WWE Raw Tag Team Championship                                                       | 10:05 |
| 4                                                                    | Asuka pokonała Nię Jax                                                                             | Singles match Jeśli Jax wygra, zostanie dodana do pojedynku mistrzowskiego Asuki na WrestleManii 34. | 8:15  |
| 5                                                                    | Matt Hardy pokonał Braya Wyatta                                                                    | Singles match                                                                                        | 9:55  |
| 6                                                                    | Roman Reigns pokonał Brauna Strowmana, Eliasa, Finna Bálora, Johna Cenę, Setha Rollinsa i The Miza | Elimination Chamber match o miano pretendenta do WWE Universal Championship na WrestleManii 34       | 40:15 |
| (c) – mistrz/mistrzyni przed walkąP – walka miała miejsce w pre-show | | |       |

### Żeński Elimination Chamber match
| Nr. eliminacji | Wrestlerka      | Nr. wejściowy | Wyeliminowana przez | Metoda eliminacji                                              | Czas  |
| -------------- | --------------- | ------------- | ------------------- | -------------------------------------------------------------- | ----- |
| 1              | Mandy Rose      | 3             | Sashę Banks         | Odklepała po założeniu dźwigni Bank Statement                  | 13:50 |
| 2              | Sonya Deville   | 1             | Mickie James        | Przypięta po otrzymaniu Diving seated senton ze szczytu komory | 17:35 |
| 3              | Mickie James    | 5             | Bayley              | Przypięta po otrzymaniu Bayley-to-Belly                        | 18:00 |
| 4              | Bayley          | 2             | Alexę Bliss         | Przypięta ruchem roll-up                                       | 25:30 |
| 5              | Sasha Banks     | 4             | Alexę Bliss         | Przypięta po otrzymaniu Top rope DDT                           | 29:35 |
| Zwyciężczyni   | Alexa Bliss (c) | 6             | –                   | –                                                              | 29:35 |

### Męski Elimination Chamber match
| Nr. eliminacji | Wrestler       | Nr. wejściowy | Wyeliminowany przez | Metoda eliminacji                         | Czas  |
| -------------- | -------------- | ------------- | ------------------- | ----------------------------------------- | ----- |
| 1              | The Miz        | 1             | Brauna Strowmana    | Przypięty po otrzymaniu Running Powerslam | 20:20 |
| 2              | Elias          | 7             | Brauna Strowmana    | Przypięty po otrzymaniu Running Powerslam | 25:55 |
| 3              | John Cena      | 4             | Brauna Strowmana    | Przypięty po otrzymaniu Running Powerslam | 26:25 |
| 4              | Finn Bálor     | 3             | Brauna Strowmana    | Przypięty po otrzymaniu Running Powerslam | 30:45 |
| 5              | Seth Rollins   | 2             | Brauna Strowmana    | Przypięty po otrzymaniu Running Powerslam | 36:40 |
| 6              | Braun Strowman | 6             | Romana Reignsa      | Przypięty po otrzymaniu Spear             | 40:15 |
| Zwycięzca      | Roman Reigns   | 5             | –                   | –                                         | 40:15 |

## Wydarzenia po gali
Posiadacz WWE Universal Championship Brock Lesnar oraz jego adwokat Paul Heyman mieli zjawić się 26 lutego podczas odcinka Raw by skonfrontować się ze zwycięzcą męskiego Elimination Chamber matchu, lecz nie pojawili się. Roman Reigns wygłosił wypowiedź w ringu, w którym skrytykował i podsumował Lesnara tym, że pojawia się kiedy tylko chce. Stwierdził, że Lesnar nie docenia fanów WWE, więc on sam nie ma respektu dla Lesnara. Dodał, że pokona Lesnara na WrestleManii i jako nowy mistrz będzie zjawiał się na każdej możliwej gali.
Mistrzyni WWE Raw Women’s Championship Alexa Bliss, a także jej przyjaciółka Mickie James, pojawiły się w ringu, gdzie wspólnie cieszyły się ze zwycięstwa Bliss w żeńskim Elimination Chamber matchu. Alexa dodała, że na WrestleManii 34 pokona Asukę i zakończy jej pasmo zwycięstw. Podczas tygodniówki Raw, Asuka, Banks i Bayley wygrały z Bliss, James i Jax w six-woman tag team matchu. 5 marca Asuka i Jax zmierzyły się w rewanżu, który wygrała Asuka. Asuka zjawiła się podczas gali Fastlane, gdzie skonfrontowała się z posiadaczką SmackDown Women’s Championship Charlotte Flair. Dzięki wybraniu Flair jako przeciwniczki na WrestleManii, Asuka została przeniesiona do brandu SmackDown.
Ronda Rouse, generalny menadżer Kurt Angle, komisarz Stephanie McMahon oraz dyrektor generalny Triple H pojawili się 26 lutego podczas odcinka Raw, aby wyjaśnić bijatykę, która odbyła się podczas gali Elimination Chamber. Angle, który bał się utraty swojego stanowiska, powiedział Rousey, że ją okłamał w sprawie manipulacji McMahon i Triple H'a. Ronda wymusiła przeprosiny z ich strony, lecz przy wychodzeniu z ringu Triple H zaatakował Angle'a. Tydzień później Stephanie ogłosiła, że Rousey będzie mogła zawalczyć z dowolną wrestlerką na WrestleManii, prócz mistrzyni kobiet Raw lub SmackDown. Angle przypomniał, że Stephanie ma podpisane dwa kontrakty z federacją: jako autorytet, a także jako wrestlerka. Po chwili ogłosił, że on i Rousey zawalczą z Triple H'em i Stephanie w mixed tag team matchu na WrestleManii.
WWE Intercontinental Champion The Miz został poinformowany przez Angle'a, że będzie bronił swojego tytułu na WrestleManii. 26 lutego został pokonany przez Setha Rollinsa, zaś po walce ku ich zdziwieniu wyszedł do ringu Finn Bálor, który również miał ustanowioną walkę z Mizem. The Miztourage (Bo Dallas i Curtis Axel) zaatakowali Bálora powodując dyskwalifikację, jednakże na jego ratunek przybyli Luke Gallows i Karl Anderson. Po restarcie walki Bálor pokonał Miza. Tydzień później Rollins i Bálor skonfrontowali się z Mizem, co doprowadziło do 2-on-3 handicap matchu Bálora i Rollinsa z Mizem i The Miztourage, w której Rollins przypiął Miza. Po walce Angle ogłosił, że na WrestleManii The Miz będzie walczył z Rollinsem i Bálorem o Intercontinental Championship.
26 lutego Bray Wyatt miał stoczyć walkę z Heathem Slaterem, lecz przed startem pojedynku Wyatt zaatakował Slatera i Rhyno. Po chwili stwierdził, że jego wojna z „Woken” Mattem Hardym nie dobiegła jeszcze końca. Tydzień później Hardy wyzwał Wyatta do „Ultimate Deletion” matchu, który poprzednio raz został zorganizowany w federacji Total Nonstop Action Wrestling. 26 lutego Titus Worldwide przegrało z Cesaro i Sheamusem o Raw Tag Team Championship w two-out-of-three falls matchu.
Pomimo przegranej w Elimination Chamber matchu, wolny agent John Cena wciąż nie miał ustanowionej walki na WrestleManii 34 i nieformalnie wyzwał The Undertakera. Po chwili wyjaśnił, że walka z 'Takerem jest niemożliwa. Dzięki statusowi wolnego agenta pojawił się dobę później podczas odcinka tygodniówki SmackDown Live, gdzie został dodany do składu walki o WWE Championship podczas gali Fastlane.